# Onychomys
Onychomys é um gênero de roedores da família Cricetidae.

## Espécies
- Onychomys arenicola Mearns, 1896
- Onychomys leucogaster (Wied-Neuwied, 1841)
- Onychomys torridus (Coues, 1874)